# Rogosnizza

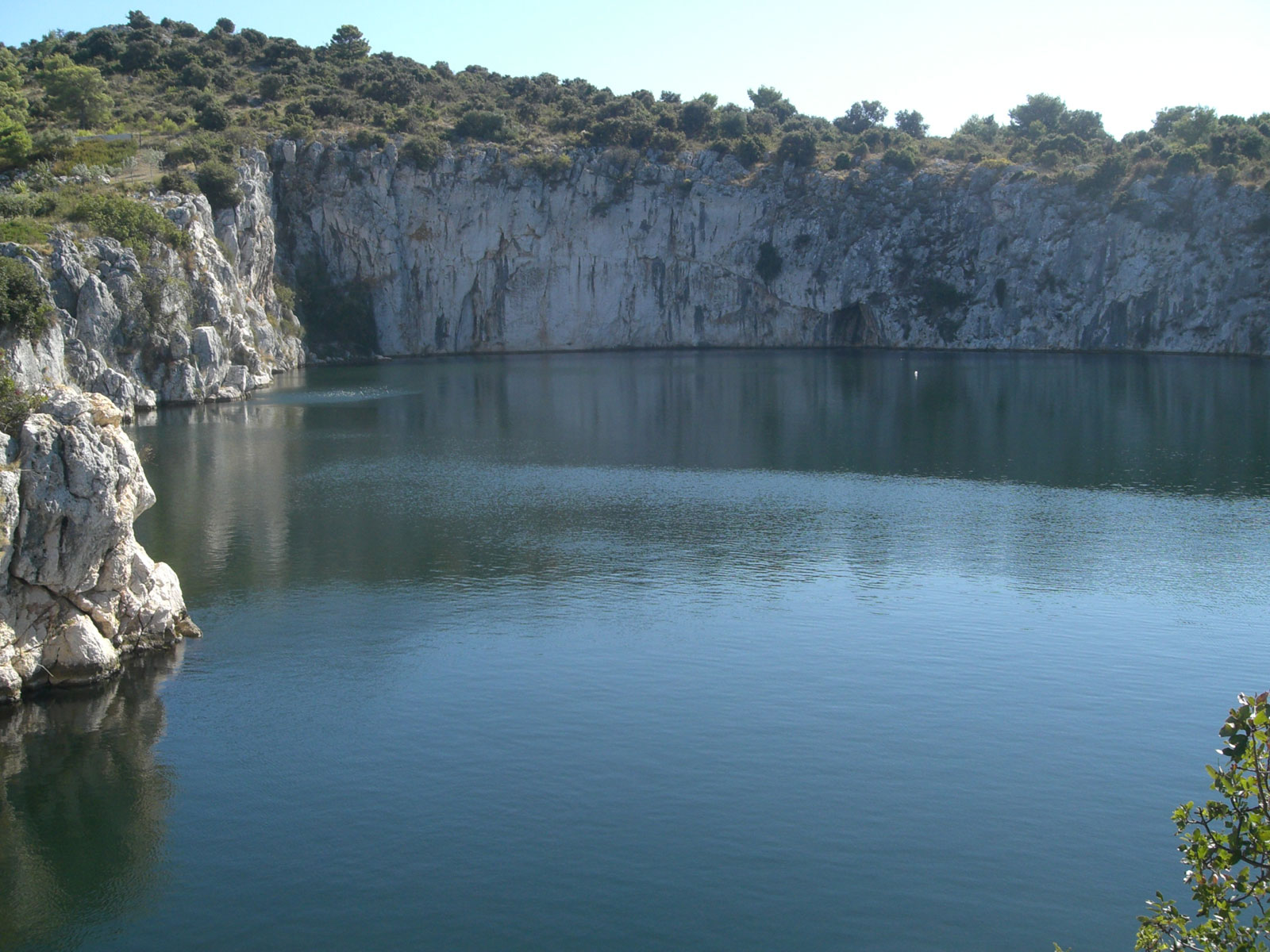
Il laghetto vulcanico

Rogosnizza (in croato Rogoznica, in italiano anche Ragosnizza) è un comune costiero dalmata della regione di Sebenico e Tenin in Croazia. 

## Geografia fisica
Il capoluogo sorge su quella che oggi si presenta come una penisola ma che fu a tutti gli effetti un'isola fino alla seconda metà del XIX secolo, quando fu costruita la strada per collegarla alla terraferma attraverso lo stretto canale. Il nuovo manufatto poggia su un terrapieno che forma di fatto un sottile istmo tra l'isola ed il continente.

La penisola oblunga di Rogosnizza sorge al centro dell'omonima baia, una protetta e frastagliata insenatura, partendola in tre bacini principali: uno occidentale, uno orientale e uno meridionale. Nel tratto di mare antistante l'ingresso al porto si trovano alcuni isolotti e scogli, i maggiori dei quali sono San Simone e gli isolotti Smoquizza.
Nel territorio comunale sorge il promontorio di Capo San Niccolò o Punta Planca, legato al mito di Diomede. Questo punto era il limite meridionale della Dalmazia costiera assegnata col Patto di Londra nel 1915 all'Italia.

## Società

### La presenza autoctona di italiani
Vi fu in passato una presenza storica di italiani autoctoni che abitarono per secoli la penisola dell'Istria e le coste e le isole del Quarnaro e della Dalmazia, territori che furono della Repubblica di Venezia. La presenza degli italiani a Ragosnizza è quasi scomparsa in seguito agli esodi che hanno seguito la prima e la seconda guerra mondiale.
Fino alla fine del XIX secolo era ancora presente nel paese una piccola minoranza italiana.

## Geografia antropica

### Località
Il comune di Rogosnizza è suddiviso in 10 frazioni (naselja). Tra parentesi il toponimo in lingua italiana, generalmente desueto.
- Dvornica (Devornizza o Dvornizza)
- Jarebinjak  (Giarebigniacco)
- Ložnice (Losnizza)
- Oglavci (Oglauzzi o Oglavizzi)
- Podglavica (Podglavizza)
- Podorljak (Podorliaco)
- Ražanj (Rasagna o Rasagni)
- Rogoznica (Rogosnizza[6]), sede comunale
- Sapina Doca (Sapina Dozza)
- Zečevo Rogozničko (Zeccevo di Rogosnizza o Zecevo di Rogosnizza)